# Justin Louis
Pour les articles homonymes, voir Louis et Ferreira.
Justin Louis, né Luís Ferreira (ou Louis Ferreira, parfois appelé Justin Lewis) le 20 février 1966 à Terceira aux Açores, est un acteur luso-canadien d’origine portugaise.

## Biographie
Ses parents portugais et lui ont émigré au Canada lorsqu'il était jeune. Il a grandi à North York en Ontario. Il a quatre frères et sœurs.
Il a fréquenté l'Université du Missouri.
Il a pris le nom de Justin Louis à l'écran durant 25 ans, de 1986 à 2011. Après une confortable carrière, il décida de reprendre son nom de famille de naissance pour honorer sa mère décédée en 2010 et surtout pour que ses enfants aient un nom auquel s'identifier.

### Vie personnelle
Il a deux enfants (Aidan Courtney et Sawyer Gabriella Ferreira) qu'il a eu avec son ex-femme Micheline. Il est actuellement en couple avec Jackie Berry.

## Filmographie

### Acteur

#### Cinéma
- 1987 : Le Bal de l'horreur 2 : Hello Mary Lou : Craig Nordham (en tant que Justin Louis)
- 1988 : Cocktail : Soldier (en tant que Justin Louis)
- 1989 : Brown Bread Sandwiches : Fiorello (en tant que Justin Louis)
- 1989 : Flic et Rebelle : Rookie Cop (en tant que Justin Louis)
- 1990 : Defy Gravity
- 1990 : Stella : Cocaine Dealer (en tant que Justin Louis)
- 1991 : Le Festin nu : Exterminator #3 (en tant que Justin Louis)
- 1991 : The Big Slice : Andy McCafferty (en tant que Justin Louis)
- 1992 : Aaron Sent Me : Sergeant Mallin (en tant que Justin Louis)
- 1993 : J.F.K.: Le destin en marche : Kirksey
- 1994 : Boozecan : Pasqua (en tant que Justin Louis)
- 1995 : Blood & Donuts : Earl (en tant que Justin Louis)
- 2000 : Everything Put Together : Russ (en tant que Justin Louis)
- 2000 : Fallen Arches : Duke (Robert) Romano (en tant que Justin Louis)
- 2000 : Manipulations : America Live Producer (non crédité)
- 2001 : La Loi des armes : Louis (en tant que Justin Louis)
- 2002 : Moïse : L'Affaire Roch Thériault : Vern (en tant que Justin Louis)
- 2004 : L'Armée des morts : Luis (en tant que Justin Louis)
- 2004 : Panique à Central Park : Matt Tomley (en tant que Justin Louis)
- 2004 : Tricks : Donny (en tant que Justin Louis)
- 2005 : The Lazarus Child : Lewis Kern (en tant que Justin Louis)
- 2006 : The Marsh (en) : Noah Pitney (en tant que Justin Louis)
- 2007 : Saw 4 : Art Blank (en tant que Justin Louis)
- 2007 : Shooter, tireur d'élite : Howard Purnell (en tant que Justin Louis)
- 2008 : La Menace Andromède : Colonel James C. Ferrus
- 2009 : SGU Stargate Universe Kino : Colonel Everett Young
- 2013 : Duke : Guard
- 2015 : Life on the Line : Mr. Fontaine
- Prochainement : Action #1

#### Courts-métrages
- 1993 : Desiree's Wish
- 2010 : A Weekend to Remember
- 2012 : Dancing Still
- 2014 : Through the Pane
- 2016 : Arthur
- 2016 : Counter Act
- 2017 : The Undertaker's Son
- Prochainement : The Review

### Séries télévisées
- 1986 : Kay O'Brien (en) : Santino's Friend
- 1986-1988 : Brigade de nuit : Jones / Ray / Rick
- 1988 : Rintintin junior : Old Cop
- 1988 : Mister T. (T and T) : Dancin Joe Dimarco
- 1988-1989 : Vendredi 13 : Danny / Eddie
- 1990 : 21 Jump Street : Dean's Brother
- 1990 : Street Legal (en) : Dirk Kendrick
- 1990 : Top Cops : Danny Edwards
- 1991 : Scales of Justice : John Horvath
- 1991-1992 : Urban Angel (en) : Victor Torres
- 1993 : Au nord du 60e (en) : Claudio Sangalli
- 1993 : Cobra : Jack Beyer
- 1993 : Crypte Show : Chet
- 1993 : Kung Fu, la légende continue : Kyle Bettinger
- 1994 : Frontline : Translation voice
- 1994 : Monster Force (en) : Voix additionnelles
- 1995 : Highlander : Peter Kanis
- 1995 : Les Frères Hardy
- 1995-1999 : Au-delà du réel : L'aventure continue : Winston Meyerburg / Father John Royce
- 1996 : Local Heroes (en) : Mert
- 1996 : Public Morals (en) : Det. Mickey Crawford
- 1996 : Two : Ben
- 1997 : Cracker : Jeffrey / Leon the Stalker
- 1997 : Le Caméléon : Scotty Boyd
- 1998 : Millennium : Edward
- 1998 : Star Trek: Voyager : Trevis
- 1998 : The Sentinel : Arthur Sabin
- 1998 : Three (en) : Monty Pickett
- 1998 : Traque sur Internet (The Net) : Kyle Lockwood
- 1998-1999 : Trinity : Det. Bobby McCallister
- 1999 : Amy : Mr. Harbert
- 1999 : St. Michael's Crossing : Vincent (en tant que Justin Louis)
- 1999 : Un toit pour trois : Brandon
- 2000 : Battery Park (en) : Detective Ben Nolin
- 2000 : Bull : John O'Leary
- 2000 : Le Fugitif : Leo
- 2000 : Urgences : Michael Mueller
- 2001 : The Fighting Fitzgeralds (en) : Jim
- 2002 : Mutant X : Henry Voight
- 2002 : Sydney Fox, l'aventurière : Knowles
- 2002-2003 : Pour le meilleur et pour le pire : Doug Barber
- 2003 : 24 Heures chrono : Danny Dessler
- 2003-2006 : Missing : Disparus sans laisser de trace : Assistant Director John Pollock
- 2005 : Les Experts : Ken Wellstone
- 2006 : Les Experts : Miami : Jason Adams
- 2007 : Durham County : Ray Prager
- 2007 : Letters to God : Lui-même - Présentateur (en tant que Justin Louis)
- 2009 : Esprits criminels : Roy Colson
- 2009 : The Hour : Lui-même
- 2009-2010 : Célibataire cherche (The Dating Guy) : Police Officer Vince
- 2009-2011 : Stargate Universe : Colonel Everett Young
- 2010 : Canada AM : Lui-même
- 2011 : The Jace Hall Show (en) : Lui-même
- 2012 : NCIS : Enquêtes spéciales (Saison 9 Épisode 13) : Détective du MPD Nick Burris
- 2012 : The L.A. Complex : Dean Pirelli
- 2012 : Touch : Felipe
- 2012-2013 : Breaking Bad : Declan
- 2013 : Les Portes du temps : Un nouveau monde : Colonel Hall
- 2013 : Rookie Blue : Jacob Blackstone
- 2013-2016 : Motive : Detective Oscar Vega / Sergeant Oscar Vega
- 2015 : Ghost Unit : Lincoln
- 2015 : The Romeo Section : Fred Foy
- 2015-2016 : La Vie en face (This Life) : David K. Crowley
- 2016 : Aftermath (en) : Bob 'Moondog' Black
- 2016 : Bates Motel : Dr. Guynan / Doctor
- 2016-2017 : Les Voyageurs du temps (Travelers) : Rick Hall
- 2017 : Real Detective : Detective John Conaty
- 2017-2020 : S.W.A.T. : Sergent William 'Buck' Spivey
- 2017 : Taken : Carlos Mejia
- 2018 : X-Files : Aux frontières du réel : Detective Costa
- 2018 : Bad Blood : Domenic Cosoleto
- 2019 : Le Maître du Haut Château : Brad Bellows
- 2019 : SEAL Team : Dr. Conners (2 épisodes)
- 2024 : Shōgun : Capitaine Ferreira, commandant du Vaisseau Noir

### Téléfilms
- 1986 : Doing Life : Bobby (en tant que Justin Louis)
- 1988 : Drop-Out Mother
- 1990 : Common Ground : Billy McGoff (en tant que Justin Louis)
- 1990 : The Kissing Place : Dave (en tant que Justin Louis)
- 1991 : Le peloton d'exécution : Greg Blair (en tant que Justin Louis)
- 1992 : The Trial of Red Riding Hood : M.C. Porker (en tant que Justin Louis)
- 1993 : Night Owl : Alex (en tant que Justin Louis)
- 1993 : Vendetta II: The New Mafia : Frank Jr. (en tant que Justin Louis)
- 1994 : Ultimate Betrayal : Wayne (en tant que Justin Louis)
- 1994 : Voices from Within : Brooks Taylor (en tant que Justin Louis)
- 1995 : A Dream Is a Wish Your Heart Makes: The Annette Funicello Story : Young Frankie Avalon (en tant que Justin Louis)
- 1995 : Jack Reed - Les contes meurtriers : Mick Williams (en tant que Justin Louis)
- 1996 : A Brother's Promise: The Dan Jansen Story : Nick Tometz (en tant que Louis Ferriera)
- 1997 : Papa craque : Chip (en tant que Justin Louis)
- 1997 : The Notorious 7 : Eddie Alighieri (en tant que Justin Louis)
- 1997 : The Perfect Mother : John Podaras (en tant que Justin Louis)
- 1998 : The Staircase (en) : Mr. Mouly (en tant que Justin Louis)
- 2001 : Loves Music, Loves to Dance : Detective Vincent D'Salva (en tant que Justin Louis)
- 2001 : Stiletto Dance : James Launcher (en tant que Justin Louis)
- 2005 : Trump Unauthorized : Donald Trump (en tant que Justin Louis)
- 2008 : Confessions d'une star : Sam (en tant que Justin Louis)
- 2009 : Grey Gardens : David Maysles (en tant que Justin Louis)

### Producteur

#### Courts-métrages
- 2014 : Through the Pane

## Distinctions
- 2008 : Prix Gemini pour son rôle du tueur en série Ray Prager dans Durham County

## Voix françaises
En France, Marc Saez est la voix régulière de Justin Louis. Bruno Dubernat et Guillaume Lebon l'ont tous deux doublé respectivement à cinq et trois reprises.
Au Québec, Antoine Durand et Patrick Chouinard l'ont chacun doublé à deux reprises.